# Combat de Loriol
Guerres napoléoniennes
Campagne du duc d'Angoulême
Batailles
Batailles des Cents-Jours
Campagne du duc d'Angoulême
- Ajaccio
- Bonifacio
- Montélimar
- Loriol

Campagne de Belgique
- Ligny
- Quatre-Bras
- Waterloo
- Wavre

Campagne de France de 1815
- Maubeuge
- Huningue
- La Souffel
- Vélizy
- Rocquencourt
- Sèvres
- Issy

Guerre napolitaine
- Panaro
- Ferrare
- Occhiobello
- Carpi
- Casaglia
- Ronco
- Cesenatico
- Pesaro
- Scapezzano
- Tolentino
- Ancône
- Castel di Sangro
- San Germano
- Gaète

Guerre de Vendée et Chouannerie de 1815
- Les Échaubrognes
- L'Aiguillon
- Aizenay
- Sainte-Anne-d'Auray
- Cossé
- Saint-Gilles-sur-Vie
- Redon
- Les Mathes
- Muzillac
- Rocheservière
- Thouars
- Auray
- Châteauneuf-du-Faou
- Guérande
- Fort-la-Latte

Le combat de Loriol se déroule le 2 avril 1815 pendant les Cent-Jours.

## Préambule
En déplacement dans le sud de la France au moment du débarquement de Napoléon à Golfe Juan, le duc d'Angoulême est informé que le général Debelle avait pris position avec sa petite troupe, de l'autre côté de la Drôme pour couvrir et défendre Valence, 2 jours après le combat de Montélimar.

Il résolut de combattre les troupes bonapartistes, et sachant que le premier corps royaliste était réuni à Sisteron le duc d'Angoulême envoie au général Ernouf l'ordre de se porter également en avant.

## Le combat
Le 2 avril, à 5 heures du matin, le duc d'Angoulême met ses troupes en mouvement sur plusieurs colonnes :
- Celle de droite formé du bataillon étranger, d'un détachement de douaniers, d'une compagnie d'étudiants en médecine de Montpellier et de quelques compagnies de la garde nationale de l'Hérault et du Gard.
- La colonne du centre se composait du 10e régiment d'infanterie de ligne, du peloton de cavalerie et de l'artillerie du corps d'armée.
- La colonne de gauche était formée des bataillons de la garde nationale de Vaucluse[1]

Les royalistes rencontrèrent les avant-postes impériaux à Mirmande sur la route de Loriol. 
Une compagnie franche de chasseurs de Vaucluse, placée à l'avant garde royale, reçu l'ordre de commencer l'attaque. Les postes du général Debelle se replièrent alors sur les hauteurs de Loriol.
Le prince détacha alors contre ses adversaires le bataillon étranger et 4 compagnies de gardes nationales, soutenues par les voltigeurs du 10e régiment d'infanterie de ligne. Pendant ce temps le major Montferré côtoyoit le Rhône avec un bataillon, et le reste de l'armée
s'avançait en bon ordre par la grande route. Bientôt les éclaireurs, suivis de près par les têtes de colonnes, pénétrent dans Loriol, que les révoltés venaient d'évacuer. 
Cependant à la sortie du village, les éclaireurs essuient un feu vif de mousqueterie, parti de l'avant-garde des impériaux, postée, sur les collines qui dominent Loriol du côté de la Drôme. De là, ils faisaient aussi jouer deux pièces de canon masquées derrière un mur.
Les royalistes firent avancer, deux pièces de quatre, dont le feu fit taire bientôt celui de l'ennemi. En même temps, les gardes nationales du Gard et de l'Hérault se formaient dans la plaine qui descend vers le Rhône et ceux-ci enlevèrent de vive force sept à huit mamelons.
Enfin à midi l'avant-garde fut entièrement repoussée de l'autre côté de la Drôme. Là, le général Debelle occupait les hauteurs de Livron, avec une forte colonne de paysans armés et de gardes nationales de la Drôme et de l'Isère, ainsi qu'un bataillon du 42e de ligne qui défendait le pont avec deux pièces de huit.
Du passage de la Drôme sous le feu des révoltés semblait dépendre le sort de l'expédition royaliste.
La fusillade des tirailleurs recommença, et le duc d'Angoulême s'étant porté avec rapidité en avant pour reconnaître le pont, la plus vive ardeur se manifesta parmi ses troupes. Les têtes de colonnes venaient de s'emparer d'une ferme et d'un moulin qui touchait à la position de l'ennemi. Le prince fit avancer deux obusiers et deux pièces de quatre, ordonnant de battre le pont et de pointer sur les hauteurs voisines. Il s'agissait d'intimider la rébellion par une action d'éclat, en menaçant de tourner les flancs de l'ennemi pour effectuer ensuite le passage de vive force. A peine les troupes qui avaient tourné le village furent elles réunies, que le duc d'Angoulême détacha le bataillon du major Montferré, pour traverser la Drôme à gué, un quart de lieue au-dessus du pont.
En même temps quatre compagnies de grenadiers du 10e régiment recevoient l'ordre de se porter directement sur la tête du pont, et de l'enlever au pas de charge. Le combat est bref, les royalistes s'emparent des canons, et font un grand nombre de prisonniers, tandis que le duc d'Angoulême, soutient lui-même les grenadiers avec le reste du 10e d'infanterie et cinquante chevaux.
Les troupes impériales sont enfoncées et poursuivies sur toutes les directions. Une poignée de volontaires et de chasseurs à cheval, conduits par le vicomte d'Escars, le duc de Guiche, et par des officiers de l'état-major, chargent les fuyards, et les mettent dans une déroute complète.
En vain le général Debelle s'efforce de les rallier; les paysans de la Drôme jettent leurs armes et ne veulent plus combattre. Debelle, blessé dans l'action et entraîné dans la fuite de ses troupes, prend la route de Valence en toute hâte et laisse le commandement au colonel d'artillerie Noël qui sera fait prisonnier.

## Bilan
Les royalistes remportent une victoire sans appel, les bonapartistes laissant entre leurs mains 350 prisonniers, deux canons et deux drapeaux, et un grand nombre de morts, tandis que les pertes royales furent légères,. Le général Debelle est blessé lors de l'affrontement,.
Les troupes impériales se replient sur Romans puis Saint-Marcellin